# Pietro Boselli
Pietro Boselli (* 3. Dezember 1988 in Negrar, Venetien, Italien) ist ein italienischer Ingenieur, ehemaliger Mathematikdozent am University College London und Model.

## Biografie
Boselli wurde im Alter von sechs Jahren entdeckt und begann als Model für Armani Junior zu arbeiten. Später studierte er Maschinenbau am University College London, wo er seinen Abschluss mit einem Bachelor of Engineering im Jahr 2010 absolvierte. Im Anschluss promovierte er im Bereich des Computational Designs von Dampfturbinen, sodass er seit dem 16. Februar 2016 den Doktorgrad besitzt (in Großbritannien als „Ph.D.“ [für Philosophy Doctor] abgekürzt). Während dieser Zeit war er als Mathematikdozent für Maschinenbau-Studierende tätig.
Im Januar 2014 wurde ein Studierender auf seinen Körperbau und seine vergangene Modelkarriere aufmerksam; ein anschließender Facebook-Beitrag machte ihn ein Jahr später weltweit berühmt. Nach dem viralen Beitrag, unterzeichnete Boselli einen Vertrag  mit der britischen Modelagentur Models 1. Seither wird er als „der heißeste Mathelehrer der Welt“ bezeichnet. Derzeit (Stand März 2023) zählt er mehr als 3,2 Millionen Abonnenten auf Instagram.
Boselli arbeitete für Bekleidungsmarken wie Abercrombie & Fitch oder Fitness-Unternehmen wie Equinox Fitness. Außerdem gab er einen Auftritt in der chinesischen Ausgabe von GQ Style und war auf dem Cover der Attitude.